# Veiligheidsraad van de Verenigde Naties
De Veiligheidsraad is een belangrijk orgaan van de Verenigde Naties. Zijn primaire verantwoordelijkheid is het handhaven van de internationale veiligheid en vrede, in het kader van de doelstellingen en beginselen van de Verenigde Naties. In Nederlandstalige media wordt de naam soms afgekort tot V-Raad of V-raad.

## Samenstelling

Zetelindeling in de Veiligheidsraad van de Verenigde Naties, gegroepeerd op lidmaatschap van de regionale groepen van de VN
Afrika (3)
Azië (3)
Oost-Europa (2)
Latijns-Amerika en Caraïben (2)
West-Europa en overige (5)

De Veiligheidsraad bestaat uit vijftien leden van de Verenigde Naties, waaronder vijf permanente leden: China (voorheen de Republiek China), Frankrijk, Rusland (voorheen de Sovjet-Unie), de Verenigde Staten en het Verenigd Koninkrijk.
De overige tien landen worden telkens voor een termijn van twee jaar gekozen door de Algemene Vergadering van de Verenigde Naties; elk jaar worden er vijf nieuwe landen gekozen. Van deze tien landen zijn er drie uit Afrika, twee uit Azië, twee uit Latijns-Amerika, één uit Oost-Europa en twee uit een restgroep (West-Europa, Canada, Oceanië), waarvan minstens één uit West-Europa. Onder de vijf Afrikaans-Aziatische landen is altijd één Arabisch land, beurtelings uit Afrika en Azië.
Het voorzitterschap van de Veiligheidsraad (het land) wisselt op de eerste dag van elke nieuwe maand, in alfabetische volgorde op basis van de Engelse naam van de leden (landen). Het hoofd van de delegatie van dat land is de persoon die de vergadering voorzit.
Als de Veiligheidsraad ermee instemt, kunnen een of meer landen die geen lid zijn ook deelnemen aan een vergadering van de Veiligheidsraad. Dit gebeurt met name als een land een bepaald belang bij het debatonderwerp heeft. De betreffende landen hebben dan geen stemrecht.

### Recente tijdelijke leden
Tijdelijke leden in de afgelopen jaren waren en in het lopende en komend jaar zijn:
| Jaren                                                                                                   | Tijdelijke leden                                                         |
| --- | ------------------------------------------------------------------------ |
| 2016 en 2017                                                                                            | Egypte, Japan, Oekraïne, Senegal en Uruguay                              |
| 2017 en 2018                                                                                            | Bolivia, Ethiopië, Italië (2017), Kazachstan, Nederland (2018) en Zweden |
| 2018 en 2019                                                                                            | Equatoriaal-Guinea, Ivoorkust, Koeweit, Peru en Polen                    |
| 2019 en 2020                                                                                            | België, Dominicaanse Republiek, Duitsland, Indonesië en Zuid-Afrika      |
| 2020 en 2021                                                                                            | Estland, Niger, Saint Vincent en de Grenadines, Tunesië en Vietnam       |
| 2021 en 2022                                                                                            | Ierland, Noorwegen, India, Kenia en Mexico                               |
| 2022 en 2023                                                                                            | Albanië, Brazilië, Gabon, Ghana en Verenigde Arabische Emiraten          |
| 2023 en 2024                                                                                            | Ecuador, Japan, Malta, Mozambique en Zwitserland                         |
| 2024 en 2025                                                                                            | Algerije, Guyana, Zuid-Korea, Sierra Leone en Slovenië                   |
| 2025 en 2026                                                                                            | Denemarken, Griekenland, Pakistan, Panama en Somalië                     |
| |                                                                          |
| België was twaalf maal lid: in 1947, 1948, 1955, 1956, 1971, 1972, 1991, 1992, 2007, 2008, 2019 en 2020 |                                                                          |
| Nederland was tien maal lid: in 1946, 1951, 1952, 1965, 1966, 1983, 1984, 1999, 2000 en 2018            |                                                                          |

### Mogelijke uitbreiding
Minstens vier landen – te weten Brazilië, Duitsland, India en Japan – hebben aangegeven dat zij graag een permanente zetel in de Veiligheidsraad willen krijgen. Daarnaast wordt wel verlangd dat ook nog een of twee Afrikaanse landen een permanente zetel krijgen, maar hier is nog veel onduidelijkheid over. Als bezwaar wordt wel aangevoerd dat uitbreiding van het aantal landen met een vetorecht het in de toekomst veel moeilijker zou maken om nog tot een akkoord te komen.
Er gaan ook stemmen op om de permanente leden van de Veiligheidsraad hun veto te ontnemen of om überhaupt niet langer met permanente leden te werken. Een probleem dat zich hierbij voordoet, is dat dit niet besloten kan worden zonder dat de huidige leden met vetorecht daarmee instemmen, hetgeen onwaarschijnlijk lijkt.
India's ambitie om permanent lid te worden van de Veiligheidsraad wordt gesteund door Frankrijk, Rusland, het Verenigd Koninkrijk en de Verenigde Staten, alhoewel de Verenigde Staten aanvankelijk gekant waren tegen India's kandidatuur. Het land had namelijk nucleaire wapens ontwikkeld, zonder het non-proliferatieverdrag te ondertekenen. Tijdens een Aziatische rondreis in november 2010 gaf de Amerikaanse president Barack Obama aan de kandidatuur van India voor een permanente zetel te steunen.
In september 2024 stellen de Verenigde Staten voor om twee permanente zetels in de Veiligheidsraad voor Afrikaanse landen te creëren, in geval van uitbreiding van de Veiligheidsraad.

## Stemprocedure
Om een besluit in de Veiligheidsraad aangenomen te krijgen moeten negen lidstaten vóór dat besluit stemmen, terwijl geen van de vijf permanente leden tegenstemt. De permanente leden hebben hiermee wat onofficieel wel vetorecht genoemd wordt. Elk permanent lid kan dus elke resolutie met betrekking tot internationale vrede en veiligheid tegenhouden. Tijdens de Koude Oorlog is er van dit recht veelvuldig gebruikgemaakt, waardoor de Veiligheidsraad vaak niet tot een beslissing kon komen. Sinds 1990 wordt het vetorecht iets minder gebruikt.
Hoewel het Handvest van de Verenigde Naties vereist dat alle vijf permanente lidstaten instemmen voordat een voorstel doorgang kan vinden, is het inmiddels gewoonterecht dat een onthouding of afwezigheid van een van hen geen hindernis is voor de aanname van een voorstel.
Het vetorecht geldt niet in procedurekwesties: daarin is een meerderheid van negen op vijftien voldoende. Procedurekwesties omvatten het aannemen van een huishoudelijk reglement, de uitnodiging van een niet-lid om aan een vergadering deel te nemen, het oprichten van hulporganen en het op de agenda zetten van een onderwerp.

### Grootschalige wreedheden
In 2014 kwam er een voorstel van Frankrijk en Mexico tot het instellen van een vrijwillige gedragscode om bij grootschalige wreedheden af te zien van het vetorecht door de permanente leden van de VN-Veiligheidsraad. Nederland steunde het voorstel om tot zo'n gedragscode te komen, omdat de VN door het veto vleugellam raakte en het 'beschermen van burgers tegen wreedheden op grote schaal' door het vetorecht lang niet altijd lukte, met vergaande consequenties voor grote groepen mensen.

## Bevoegdheden
De Veiligheidsraad heeft als primaire verantwoordelijkheid de internationale vrede en veiligheid te handhaven. Alle besluiten die de Veiligheidsraad in het kader hiervan neemt heten resoluties van de VN-Veiligheidsraad. De Veiligheidsraad mag elk (dreigend) geschil onderzoeken en maatregelen voorstellen (volgens het internationaal recht niet bindend) en opleggen (wel bindend); onder dit laatste vallen ook het instellen van sancties en het gebruik van militair geweld.
Het monopolie van de Veiligheidsraad op het gebied van vrede en veiligheid werd in 1950 deels aangetast door de Uniting for Peace-resolution. Dankzij deze resolutie kan de Algemene Vergadering zich sindsdien met elke situatie bemoeien waarin sprake is van verbreking of bedreiging van de vrede, of als de Veiligheidsraad door het veto van een permanent lid zelf niet goed kan optreden. Deze resolutie is door de vroegere Sovjet-Unie en haar bondgenoten steeds fel bestreden.
Een aantal bevoegdheden moet de Veiligheidsraad delen met de Algemene Vergadering. In andere gevallen heeft de Veiligheidsraad slechts een 'voorstelfunctie':
- toelating, schorsing en uitstoting van leden: de Algemene Vergadering besluit nadat de Veiligheidsraad een aanbeveling heeft gedaan;
- de verkiezing van de rechters van het Internationaal Gerechtshof: de kandidaat die in zowel de Algemene Vergadering als de Veiligheidsraad een absolute meerderheid van de stemmen haalt, is verkozen;
- de benoeming van de secretaris-generaal van de Verenigde Naties: de Algemene Vergadering besluit nadat de Veiligheidsraad een aanbeveling heeft gedaan.